# Cementerio de San Antonio Abad (Sanlúcar de Barrameda)

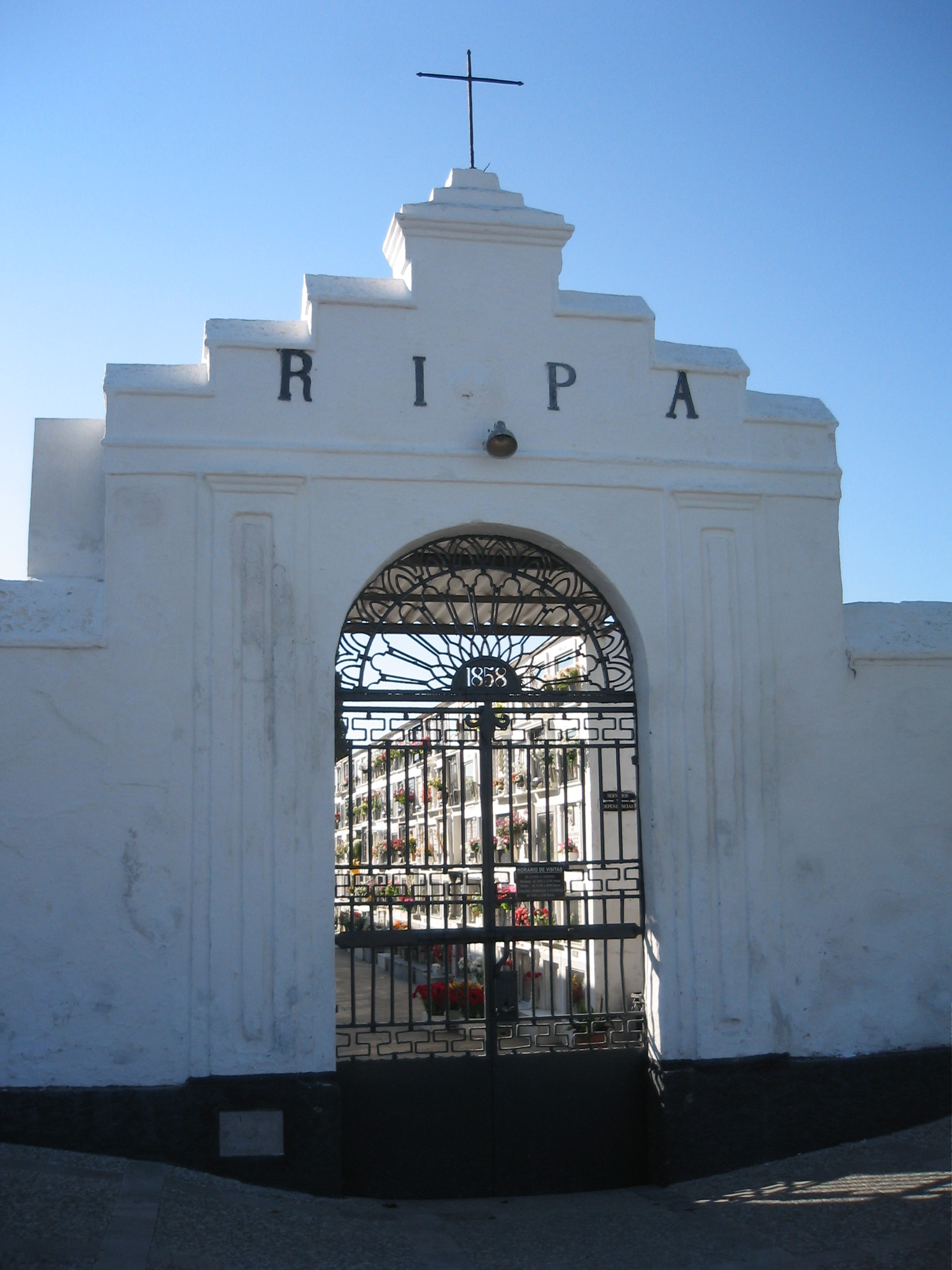
Entrada del Cementerio de San Antonio Abad de Sanlúcar de Barrameda.

El cementerio de San Antonio Abad de Sanlúcar de Barrameda está situado en dicho municipio español de la provincia de Cádiz, en Andalucía. Se trata de un camposanto construido en el siglo XIX, que lleva utilizándose como lugar de sepultura desde mediados del siglo XVII y que conserva elementos arquitectónicos del siglo XVIII. Forma parte del Conjunto histórico-artístico de Sanlúcar de Barrameda, declarado como tal en 1973. Se trata de la antigua necrópolis de Sanlúcar, puesto que en mayo de 2009 se inauguró el nuevo Cementerio de San Nicolás.

## Historia

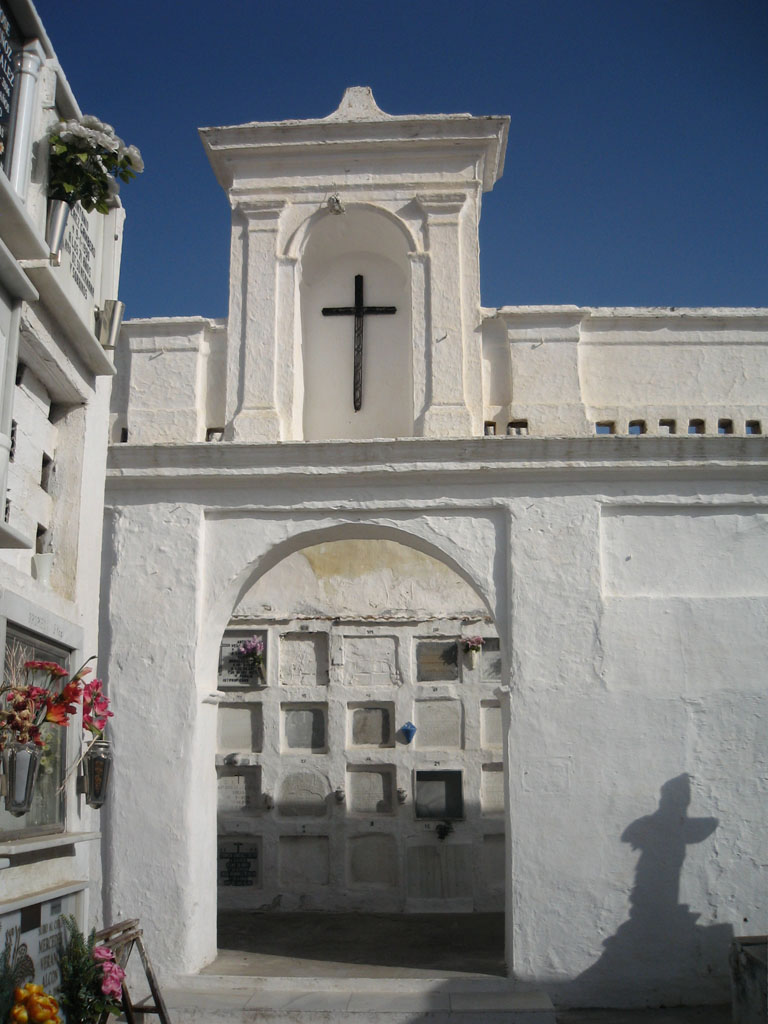
Entrada del porche de la ermita,.

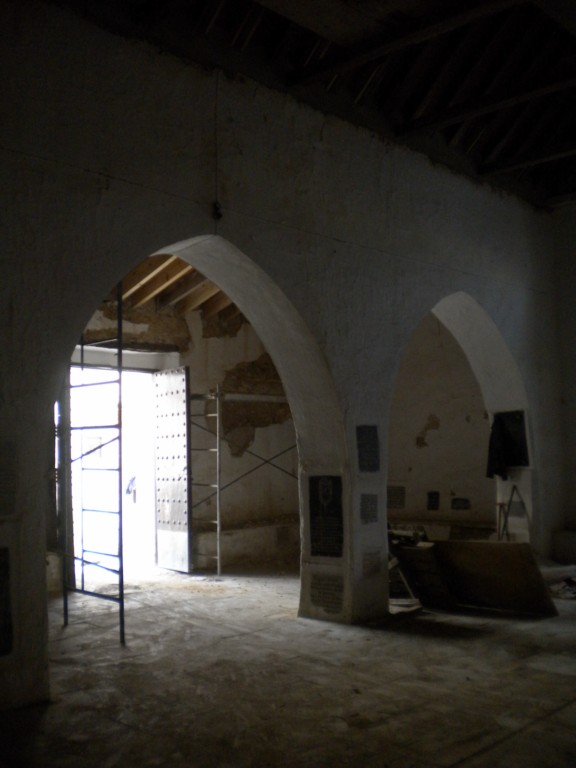
Interior de la ermita, donde se observan los arcos formeros de ojiva, posiblemente de la reforma de 1412.

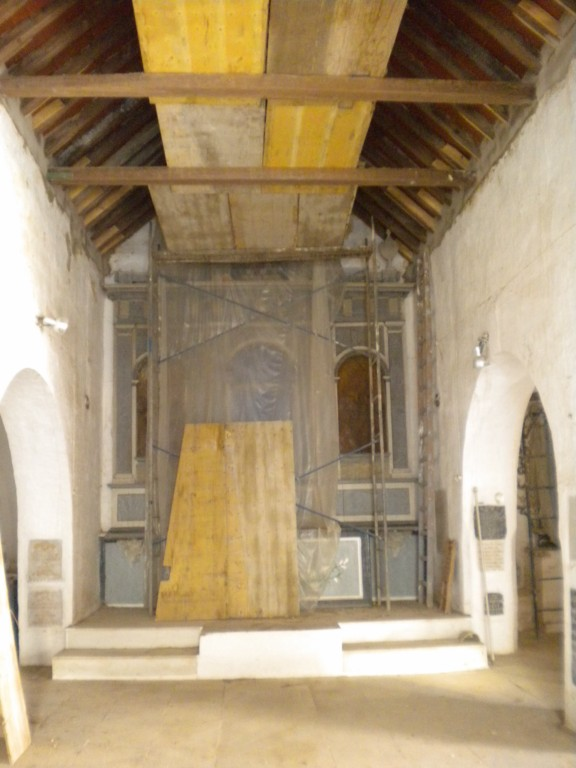
Nave central y retablo mayor de la ermita.

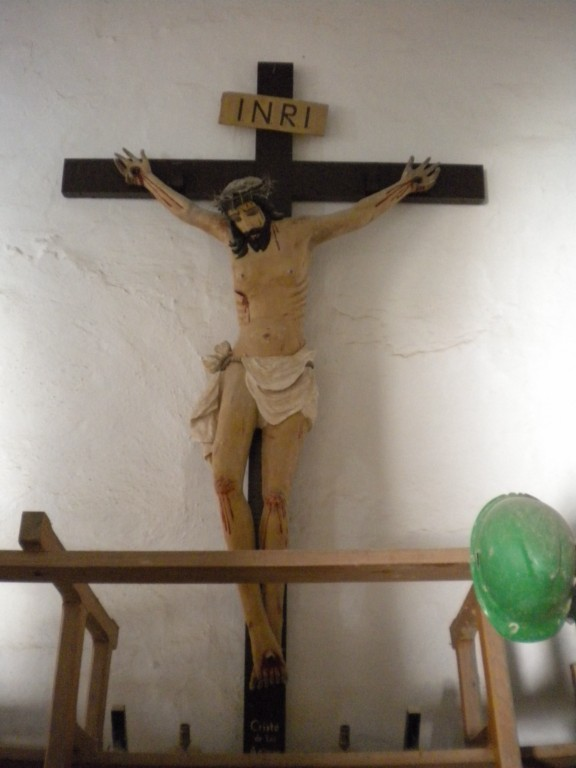
Cristo de las Aguas.

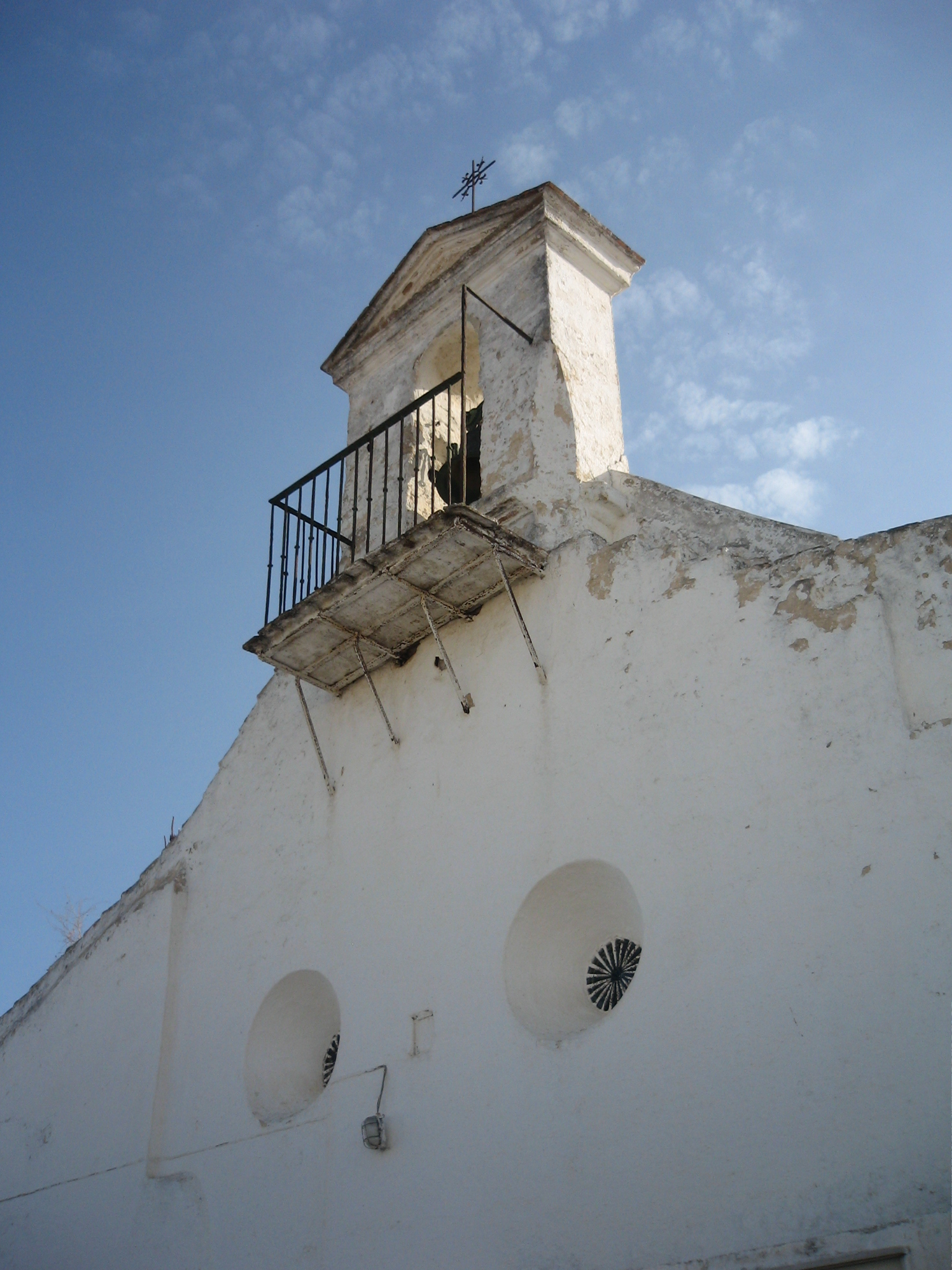
Espadaña de la ermita, situada a los pies del templo.

El cementerio recibe su nombre de la ermita de San Antón del Valle, cuyas primeras noticias datan de 1396, en el testamento de Juan Alonso Pérez de Guzmán y Osorio, I conde de Niebla. Al parecer estaba bajo el patronato de la Casa de Medina Sidonia y fue renovada en 1412. Según se comprueba en las actas capitulares del Cabildo de Sanlúcar de los años 1527, 52 y 75, la ermita dio nombre al lugar, pago y arroyo limítrofes.
Durante la epidemia de peste de 1648, en la que pereció la mitad del vecindario de Sanlúcar, la ermita de San Antón fue convertida en lazareto, utilizándose el terreno circundante como cementerio extramuros, pues los enterramientos solían hacerse intramuros junto a la Parroquia de la O. El uso como hospicio debió deteriorar bastante la ermita, pues en las actas capitulares de 1653, 54 y 55 se recogen acuerdos para su reparación, que no pudo efectuarse por falta de medios hasta 1658. En el siglo XVIII el templo sufrió una nueva reforma, sufragada por la cofradía de San Antón, que renovó completamente el edificio y mandó hacer una nueva imagen de bulto del santo y un retablo de pintura.
El 3 de abril de 1787 se ordenó por Real Cédula que las villas y ciudades del Reino hiciesen cementerios en lugar despoblado. El 27 de mayo el cabildo recibió una carta del Real Consejo interesándose por el cumplimiento de la disposición en el municipio. Sin embargo el ayuntamiento no hizo nada al respecto hasta el 3 de septiembre de 1800, cuando una epidemia asoló Sanlúcar y obligó a hacer enterramientos en lugar despoblado, para lo cual se bendijo el campo junto a la ermita de San Antón, que ya había servido para el enterramiento de los fallecidos en lazareto en otras ocasiones.
Cuando cesó la epidemia el cementerio fue abandono y el 9 de julio de 1801 el vicario Rafael Colom protestó por el estado en que se encontraba. El 9 de julio de 1803 el ayuntamiento acordó hacer un nuevo camposanto y, aunque el tema fue tratado de nuevo el 26 de abril y el 28 de junio de 1805, los trastornos políticos y la Invasión francesa suspendieron el proyecto, continuando el abandono al finalizar la guerra. En 1814 el cementerio estaba sin tapiar y cercado únicamente de pitas y vallados espinosos, lo que provocó el 24 de febrero un perro desenterrara y royera la pierna de un cadáver, suceso denunciado por el síndico Vicente González de Quesada, lo que da a entender que seguía usándose como lugar de enterramiento a pesar del abandono.  
Fue una constante durante gran parte del siglo XIX la pretensión del ayuntamiento de incautarse del cementerio eclesiástico y convertirlo en municipal, intención que se reactivaba cada vez que el gobierno pasaba de conservador a liberal. El 3 de febrero de 1823, durante el Trienio Liberal, una ley ordenó la entrega de los cementerios por parte del poder eclesiástico al civil, pero el advenimiento del régimen absoluto durante la Década ominosa evitó su cumplimiento. En 1843 el ayuntamiento trató de incautarse de nuevo del camposanto, pero el vicario se opuso y el pronunciamiento político lo evitó. En 1854, durante el Bienio Progresista, el cabildo dispuso que, según la ley de 1823, le fuese entregado el cementerio y en 1855 acordó intervenir en su gobierno y en su régimen. Por entonces se amplió el camposanto construyéndose un patio delante del que ya existía. 
Con el advenimiento de la Primera República en 1873 el 13 de abril el concejal Eduardo Gutiérrez presentó una nueva propuesta para que el ayuntamiento se incautara del cementerio, lo que da a entender que dicha incautación todavía no había tenido lugar. Ante la pretensión del gobierno local, el vicario defendió que la ermita y el terreno circundante eran propiedad del clero, como podía comprobarse en el Catastro de Ensenada, redactado a mediados del siglo XVIII, y que el cementerio había sido levantado íntegramente por la iglesia, que llevaba gobernándolo dos tercios de siglo. El ayuntamiento insistió en su pretensión y el vicario presentó demanda ante el juez de primera instancia, quien dejó en suspenso el acuerdo de incautación del ayuntamiento hasta que dictara sentencia. Pero al producirse la Revolución Cantonal el 1 de julio el ayuntamiento se incautó de varios edificios propiedad del clero, entre ellos del cementerio, a pesar de estar sub iúdice. Al año siguiente, terminada la revolución, recayó sentencia favorable al clero y el ayuntamiento nunca más volvió a intentar la incautación.
En la década de 1940 se amplió el número de sepulturas, construyéndose nichos en el muro de entrada a ambos lados de la puerta, una nueva fila de nichos sobre todo el recinto y pequeños columbarios adosados a las paredes del porche de la ermita.

## Descripción
La ermita tiene planta basilical y está cubierta por una armadura de madera de par y nudillo, cubierta por tejado a dos aguas de teja, que está parcheado con uralita. Su aspecto actual se debe a la reforma del siglo XVIII, en que se añadió el porche, la españada y otros elementos tanto estructurales como muebles. Sin embargo todavía se conservan los arcos formeros originales de época medieval, que son de ojiva, lo que apunta que a pesar de la reforma del siglo XVIIl, se conservó la estructura original de la ermita medieval, edificada probablemente en 1412 (fecha en que está documentada una reforma), siguiendo la estructura mudéjar habitual en los templos del reino de Sevilla.

## Cementerio del Calvario
Durante la epidemia de 1800 los enterradores se negaron a transportar cadáveres desde el barrio de los Gallegos hasta el cementerio de San Antón, debido a la gran distancia que hay entre ambos lugares. Por ello el ayuntamiento erigió un camposanto en la huerta del Pino, a la salida del pueblo camino de Bonanza, que había sido de los frailes franciscanos. Hubo dificultades porque el terreno era de propiedad estatal pero finalmente se solucionaron y se construyó el Cementerio del Calvario. Cuando cesó la epidemia quedó sin servicio hasta que en 1820 fue rehabilitado cuando se produjo una nueva peste, quedando abandonado definitivamente poco después.

## Cementerio civil
En 1891 un grupo de vecinos solicitó al ayuntamiento la construcción de un cementerio civil. En 1892 el ayuntamiento proyectó su construcción y al año siguiente decidió ubicarlo en Cuesta Blanca. En 1909 una Real Orden autorizó su construcción, pero en 1913 se volvió a tratar el asunto y todavía no se había construido. En 1927 el ayuntamiento aprobó un nuevo proyecto, cuyos planos realizados por el arquitecto municipal se conservan en el Archivo Municipal. Se compraron unos terrenos en el pago de San Jerónimo, concretamente en la "arboleda de Vinagre". El proyecto de un nuevo cementerio contó con la oposición de los párrocos de Bonanza y de Santo Domingo. En 1932 al ayuntamiento recibió las llaves del cementerio. En 1949 se hizo un proyecto para su ampliación, la obra se contrató en 1955 y en 1961 la obra ya está terminada. Sin embargo el cementerio no llegó a usarse porque, debido a las características de la tierra, los cadáveres no se pudrían, lo que se comprobó enterrando animales. Hay noticia de que el recinto estaba ocupado ilegalmente por una familia en 1962, que permanecía en el mismo en 1972. Posteriormente el ayuntamiento cedió parte de cementerio para la construcción de la Casa Cuartel de la Guardia Civil y de Colegio Maestro José Sabio.

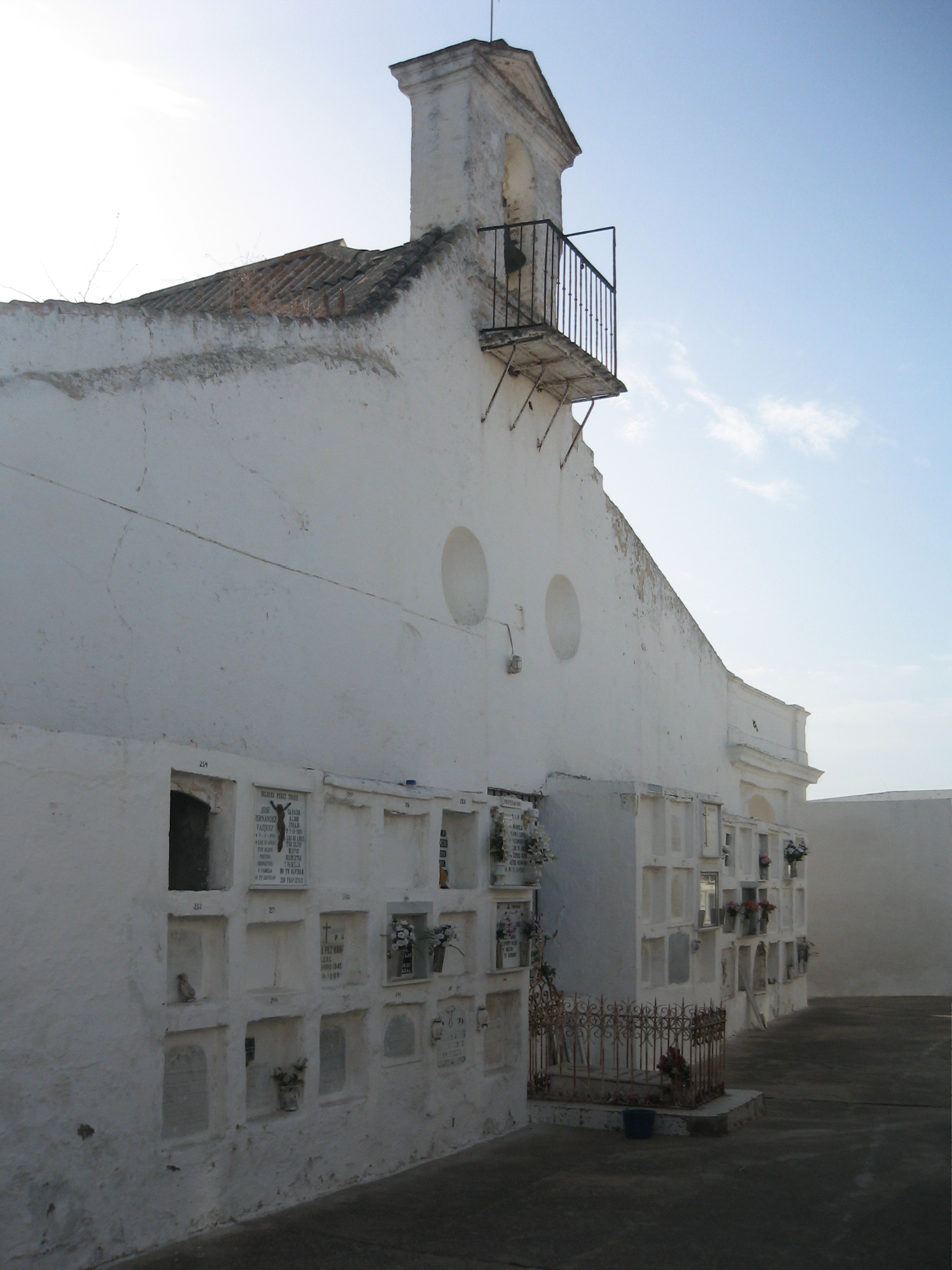
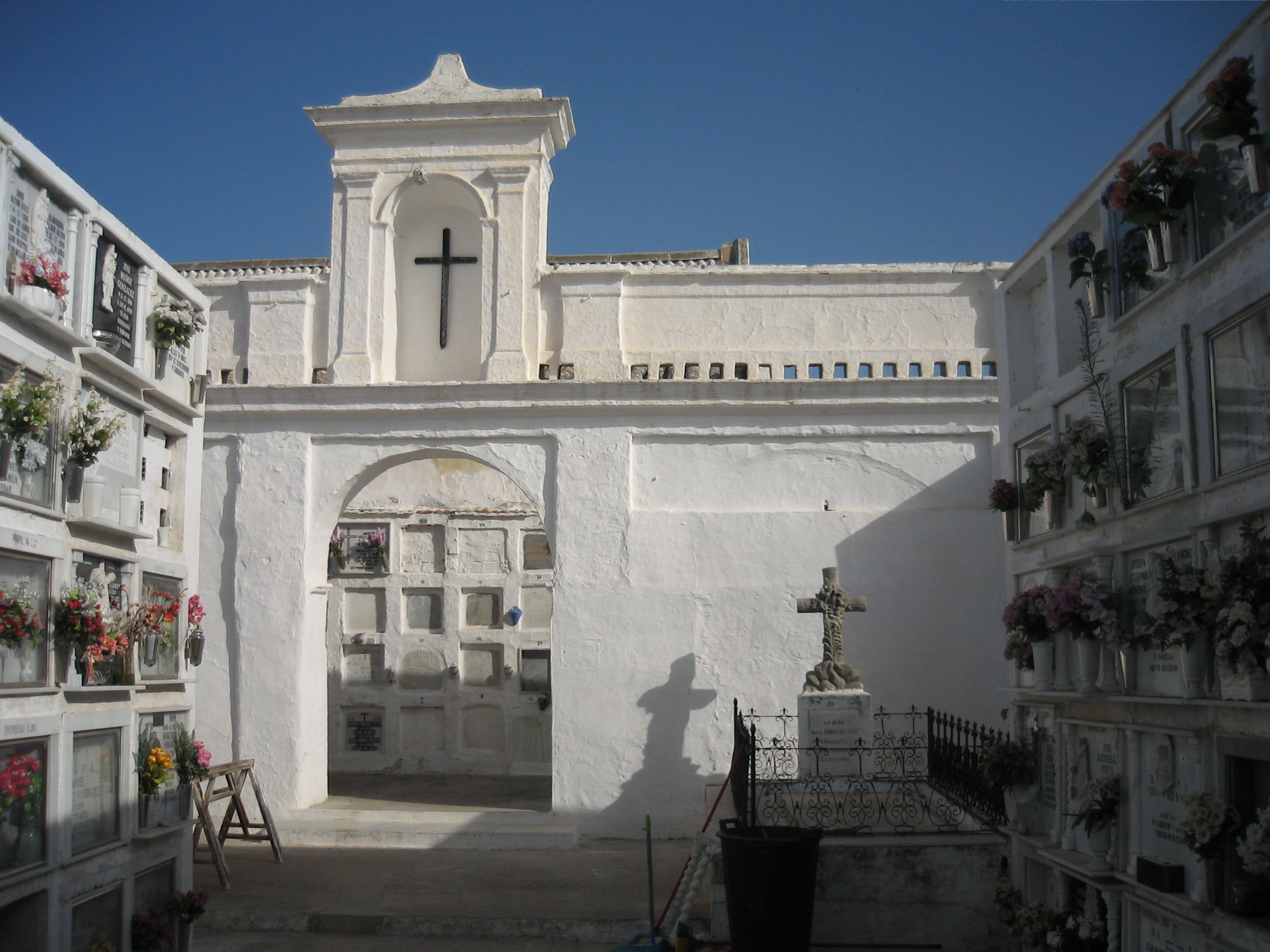
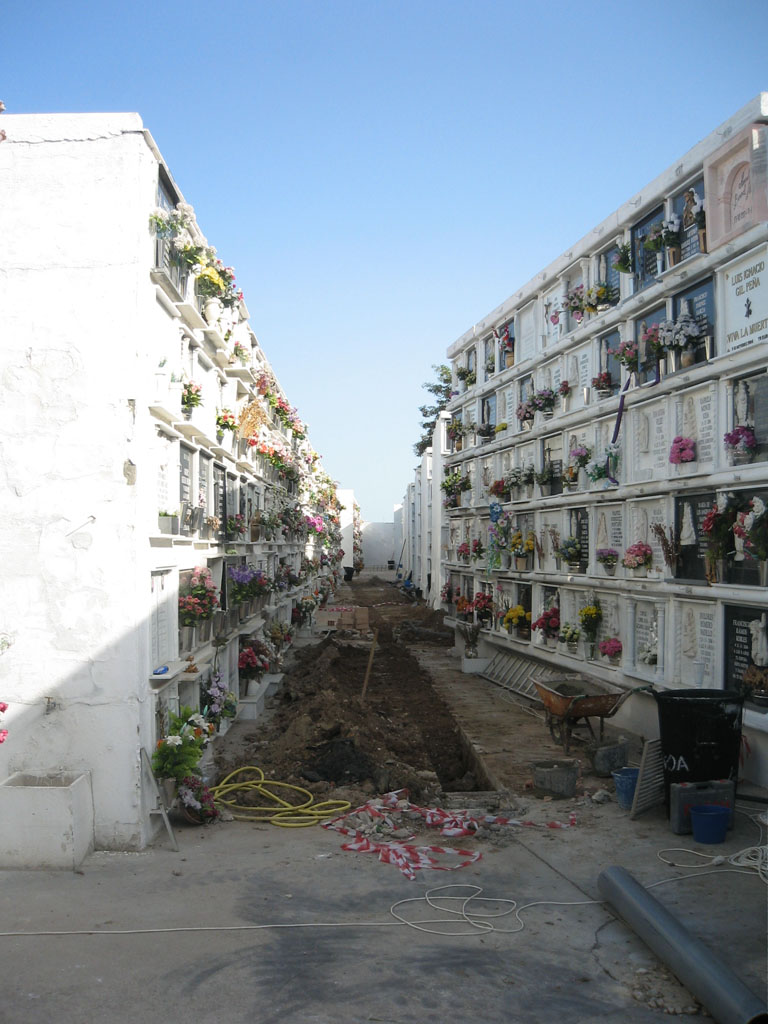
Antiguo cementerio civil, hoy integrado en el camposanto.
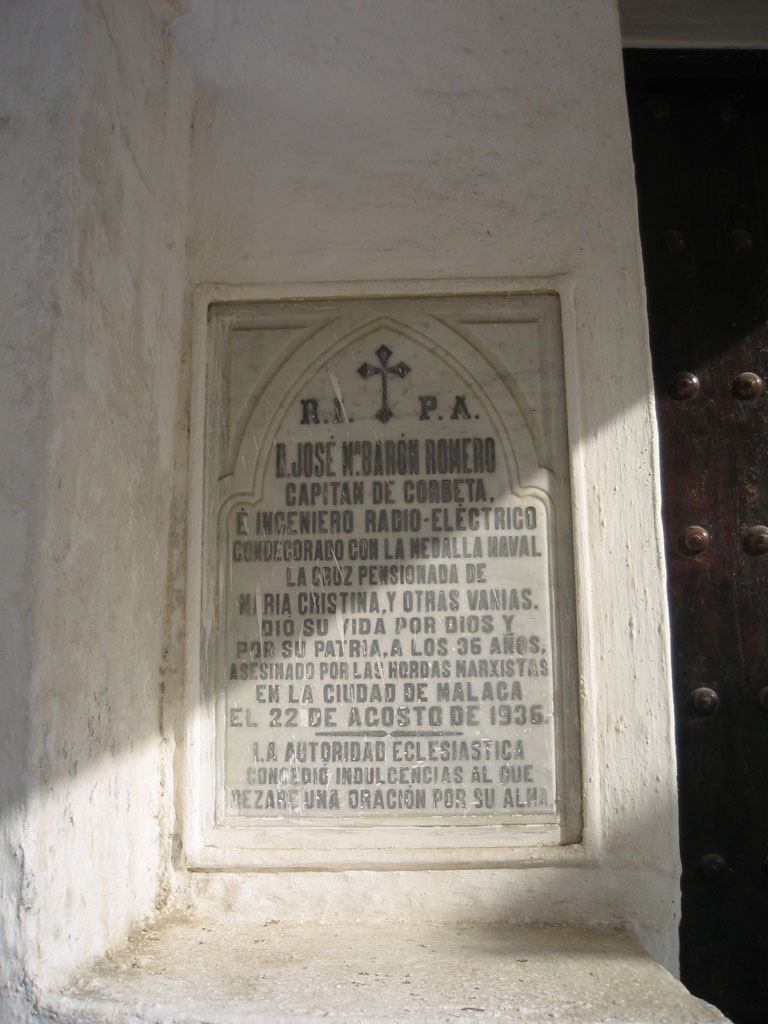
Lápida de un sanluqueño fallecido durante la Guerra Civil.